# Круторечка
Круторечка — деревня в Гаринском городском округе Свердловской области России. Автомобильное сообщение с деревней затруднено

## Географическое положение
Деревня Круторечка муниципального образования «Гаринский городской округ» расположена в 75 километрах (по автодороге в 92 километрах) к востоку-юго-востоку от посёлка Гари, в лесной местности на правом берегу реки Палька. Автомобильное сообщение с деревней затруднено.

## История
Деревня основана в начале XX века в ходе Столыпинской аграрной реформы, когда крестьянам было разрешено выходить из общины на хутора и отруба. 

## Свято-Троицкая церковь
В 1916 году была построена деревянная, однопрестольная церковь, которая была освящена в честь Святой Живоначальной Троицы. Церковь была закрыта в 1930-е годы. 

## Население
| 2002 | 2010 | 2021 |
| ---- | ---- | ---- |
| 116  | ↘54  | ↘19  |